# Collocheres
Genre
Synonymes
- Clausomyzon Giesbrecht, 1895
- Leptomyzon Sars G.O., 1915

Collocheres est un genre de crustacés copépodes de l'ordre des Siphonostomatoida et de la famille des Asterocheridae.

## Liste des espèces
- Collocheres amicus Kim I.H., 2007
- Collocheres breei Stock, 1966
- Collocheres brevipes Shin & Kim I.H., 2004
- Collocheres canui Giesbrecht, 1897
- Collocheres comanthiphilus Humes, 1987
- Collocheres elegans Scott A., 1896
- Collocheres giesbrechti Thompson I.C. & Scott A., 1903
- Collocheres gracilicauda (Brady, 1880)
- Collocheres gracilipes Stock, 1966
- Collocheres humesi Kim I.H., 2007
- Collocheres inaequalis Ho, 1982
- Collocheres inflatiseta Humes, 1987
- Collocheres lunulifer Humes, 1998
- Collocheres marginatus Humes, 1987
- Collocheres oribullatus Kim I.H., 2004
- Collocheres parvus Humes, 1987
- Collocheres prionotus Humes, 1990
- Collocheres serrulatus Humes, 1987
- Collocheres solidus Shin & Kim I.H., 2004
- Collocheres tamladus Shin & Kim I.H., 2004
- Collocheres thysanotus Humes, 1987
- Collocheres titillator Humes, 1987
- Collocheres uncinatus Stock, 1966
- Collocheres vervoorti Humes, 1998

Noms en synonymie
- Collocheres dubia Brady, 1910, un synonyme de Rhynchomyzon dubium (Brady, 1910)